# Темні лабіринти минулого
Темні лабіринти минулого — українсько-російський драматичний телесеріал режисера Олега Туранського, створений у 2013 році.

## Сюжет
Ліза (Карина Разумовська), посварившись із чоловіком, пішла з дому. Тільки наступного дня його брат знайшов зовицю в лісі непритомну. Ліза не може згадати, хто вона. Тепер їй потрібно звикати до колишнього життя. Чоловік Борис їй здається абсолютно сторонньою людиною, а повсякденні хатні турботи зовсім незвичні. Лізу весь час тривожать невиразні спогади та провали в пам'яті. Вона починає підозрювати в себе ознаки психічного розладу. 
А тим часом на реєстратора приватної клініки Ірину скоєно напад. Дівчину рятує випадковий перехожий...

## У ролях
| Актор              | Роль                                                                      |
| ------------------ | ------------------------------------------------------------------------- |
| Карина Разумовська | Ліза, головна роль                                                        |
| Олександр Кобзар   | Борис                                                                     |
| Дмитро Суржиков    | Олег, брат Бориса                                                         |
| Катерина Варченко  | Ірина Бєлова, співробітниця медичного реабілітаційного центру             |
| Сергій Дерев'янко  | Сергій Марков                                                             |
| Віра Кобзар        | подруга Ірини, працівниця реєстратури в медичному реабілітаційному центрі |
| Володимир Ямненко  | Олексій Васильович Корзін, слідчий                                        |
| Дмитро Тубольцев   | Ігор Шевцов                                                               |
| Ліна Будник        | служниця у церкві                                                         |
| Петро Бойко        | Віталій Семенович Полянський, психіатр                                    |
| Ганна Левченко     | Валентина, тітка Ірини                                                    |
| Ірина Мельник      | Антоніна Лазарева, божевільна                                             |
| Олеся Чечельницька | жінка                                                                     |
| Анатолій Приймак   | оперативник                                                               |
| Олександр Ігнатуша | слідчий                                                                   |
| Юлія Вітенко       | епізод                                                                    |
| Юрій Вільчинський  | епізод                                                                    |
| Олександр Кущенко  | епізод                                                                    |
| Марина Єршова      | епізод                                                                    |
| Петро Сова         | епізод                                                                    |
| Олексій Кокров     | епізод                                                                    |